# Sveučilište Tokai
Sveučilište Tokai (東海大学 Tokai Daigaku) je privatno istraživačko sveučilište u Tokiju (Japan). Osnovano je 1943. godine.

## Vanjske poveznice
- Tokai University  Arhivirana inačica izvorne stranice od 20. veljače 2008. (Wayback Machine) (jap.)
- Tokai University  Arhivirana inačica izvorne stranice od 21. veljače 2008. (Wayback Machine) (engl.)